# Humayun Rashid Choudhury
Humayun Rasheed Choudhury (en bengalí: হুমায়ূন রশীদ চৌধুরী; Sylhet, 11 de noviembre de 1928-Daca, 10 de julio de 2001) fue diplomático y político de Bangladés. Fue presidente de la Asamblea General de las Naciones Unidas, durante el cuadragésimo primer período de sesiones entre 1984 y 1985, y presidente del Jatiyo Sangsad (Parlamento Nacional de Bangladés) de 1996 a 2001.

## Biografía

### Primeros años
Nació en Sylhet, en la entonces India británica, el 11 de noviembre de 1928. Fue el mayor de los siete hijos de Abdur Rasheed Choudhury (m. 1944) y Begum Serajunessa Choudhury (1910-1974).
Estudió en St. Edmund's College en Shillong. Se graduó de la Universidad Musulmana Aligarh en 1947. Luego estudió para ingresar al colegio de abogados de inglés y se convirtió en miembro del Inner Temple en Londres. Obtuvo un diploma en asuntos internacionales del Instituto de Asuntos Mundiales de Londres. Más tarde se graduó de la Escuela de Derecho y Diplomacia Fletcher en Massachusetts (Estados Unidos).

### Carrera
Se unió al servicio exterior de Pakistán en 1953. Durante su carrera diplomática en Pakistán, ocupó varios cargos en Roma, Bagdad, París, Lisboa, Yakarta y Nueva Delhi. Durante la Guerra de Liberación de Bangladés en 1971, desertó al Gobierno Provisional bangladesí. Negoció el reconocimiento de Bangladés por más de 40 países. En el Día de la Victoria de 1971, se dirigió al parlamento indio en nombre del pueblo bangladesí.
Se convirtió en el primer embajador bangladesí en la República Federal de Alemania en 1972, con acreditación concurrente ante Suiza, Austria y la Santa Sede. También fue el primer representante permanente de Bangladés ante el Organismo Internacional de Energía Atómica (OIEA) y la Organización de las Naciones Unidas para el Desarrollo Industrial (ONUDI).
En 1976, se convirtió en el primer embajador de Bangladés en Arabia Saudita. También era concurrente en Jordania y Omán, y representante ante la Organización de la Conferencia Islámica. Se desempeñó como secretario de relaciones exteriores de Bangladés durante 1981 y 1982. Fue nombrado embajador en los Estados Unidos en junio de 1982.
Como miembro o líder de las delegaciones de su país, asistió a las sesiones de la Asamblea General de las Naciones Unidas; la conferencia de la Cumbre Islámica celebrada en Taif (Arabia Saudita) en 1981; la conferencia de ministros de asuntos exteriores islámicos en Trípoli (1977), Dakar (1978), Fez (1979), Islamabad (1980) y Bagdad (1981); la cumbre norte-sur sobre cooperación internacional y desarrollo celebrada en Cancún (1981); reuniones del comité de paz de la Cumbre Islámica para resolver disputas entre Irán e Irak; la sesión extraordinaria sobre Afganistán de los ministros de asuntos exteriores islámicos en Islamabad (1980); y la sesión extraordinaria sobre Jerusalén de los ministros de asuntos exteriores islámicos celebrada en Amán (1980).
También encabezó reuniones bilaterales con India y Birmania. Como presidente de la decimocuarta conferencia islámica de ministros de asuntos exteriores, presidió la reunión de coordinación de los ministros mientras asistía al trigésimo noveno período de sesiones de la Asamblea General de las Naciones Unidas. También dirigió a la delegación de Bangladés a la reunión ministerial extraordinaria de los Países No Alineados sobre Namibia, celebrada en Nueva Delhi en abril de 1985, y la reunión del Comité Islámico de Paz, celebrada en Yeda en mayo de 1985. Entre 1986 y 1987, presidió la cuadragésimo primera y la decimocuarta sesión especial de la Asamblea General de las Naciones Unidas.
Formó parte del gabinete del presidente Hossain Mohammad Ershad y un miembro del Parlamento por el Partido Jatiya (Ershad) entre 1986 y 1990. Fue reelegido miembro del Parlamento Nacional en 1996 como candidato de la Liga Awami de Bangladés y elegido presidente del cuerpo legislativo.
Falleció en Daca debido a un ataque al corazón el 10 de julio de 2001.

## Distinciones
Recibió en Premio U Thant de la Paz. En 2018, el Gobierno de Bangladés le otorgó póstumamente el Premio del Día de la Independencia.